# يوري أون آيس
يوري!!! على جليد (ユーリ!!! on ICE) هو أنمي تلفزيوني ياباني يتحدث عن رياضة تزلج على جليد، من أنتاج إستوديو MAPPA أنمي، إخراج سايو ياماموتو، كتابة ميتسورو كوبو، تصميم تاداشي هيراماتسو، ملحن تارو أوميبياشي وتاكو ماتسوشيبا. تصميم رقصات كينجي مياموتو. عرضت الحلقات لأول مرة في أكتوبر 6، 2016 وأنتهت في دجنبر 22، بمجموع حلقات 12، تتحدث عن متزلج ياباني يوري كاتسكي ومتزلج روسي فكتور نيكيفوروف ومتزلج روسي يوري بوليستسكي.
يوري على جليد بيعت منها أكثر من 40,000 بلوراي، وحصلت أيضا على ثلاث جوائز في حفل جوائز أنمي طوكيو، وسبعة جوائز في جوائز أنمي.

## روابط خارجية
- يوري أون آيس على موقع IMDb (الإنجليزية)
- يوري أون آيس على موقع كينوبويسك (الروسية)
- يوري أون آيس على موقع قاعدة بيانات الفيلم (الإنجليزية)
- يوري أون آيس على موقع ANN anime (الإنجليزية)